# Eugène Scheer
Pour les articles homonymes, voir Scheer.
Jean-Eugène Scheer, né le 31 janvier 1855 à Birkadem et mort le 13 janvier 1893 à Belcourt, est un instituteur français, fondateur des écoles indigènes en Algérie.

## Biographie
Jean-Eugène Scheer naît le 31 janvier 1855 à Birkadem, près d'Alger. Son père et sa mère étaient des Alsaciens venus s'établir en Algérie. Après l'école primaire à Birkadem, il étudie à l'École normale d'Alger (créée en 1866) de 1871 à 1874. Il est instituteur à Coléa, à Douéra, puis à Fort-National en 1876. Jules Ferry devenu ministre de l'Instruction publique en 1879 décide de développer l'enseignement public en Algérie, en particulier en Kabylie et le charge en 1881 de la mission d'organiser ce développement. Scheer, qui avait appris l'arabe et le kabyle et voyagé dans toute la région, organisa l'achat des terrains, la construction des bâtiments, le recrutement des maîtres et mit au point une méthode de lecture et d'écriture adaptée aux enfants algériens scolarisés. En 1884, Jules Ferry n'étant plus ministre et la volonté politique ayant changé, il est nommé à Batna. Cependant, un nouveau recteur nommé à Alger, Charles Félix Jeanmaire, le rappela et il fut chargé de l'inspection des écoles indigènes de l'académie d'Alger.
Il a été reçu membre de la Société asiatique en 1886
Il meurt le 13 janvier 1893 à Belcourt et est inhumé à Birkadem.
Il était le grand-père de Germaine Laoust-Chantréaux.[réf. souhaitée]

## Publications
- avec Charles Mailhes, Méthode de lecture-écriture à l'usage des indigènes et des kabyles, Blida, Mauguin, 1884[4]

## Distinctions et hommages
- Un monument a été érigé sur sa tombe et inauguré le 6 avril 1896 par Émile Combes[5]
- Une place de Birkadem porte son nom[6]
- Médaille d’or de l’Académie pour l’organisation, l’enseignement et les travaux des élèves indigènes, 1881[7]